# Vlammetje (voedsel)

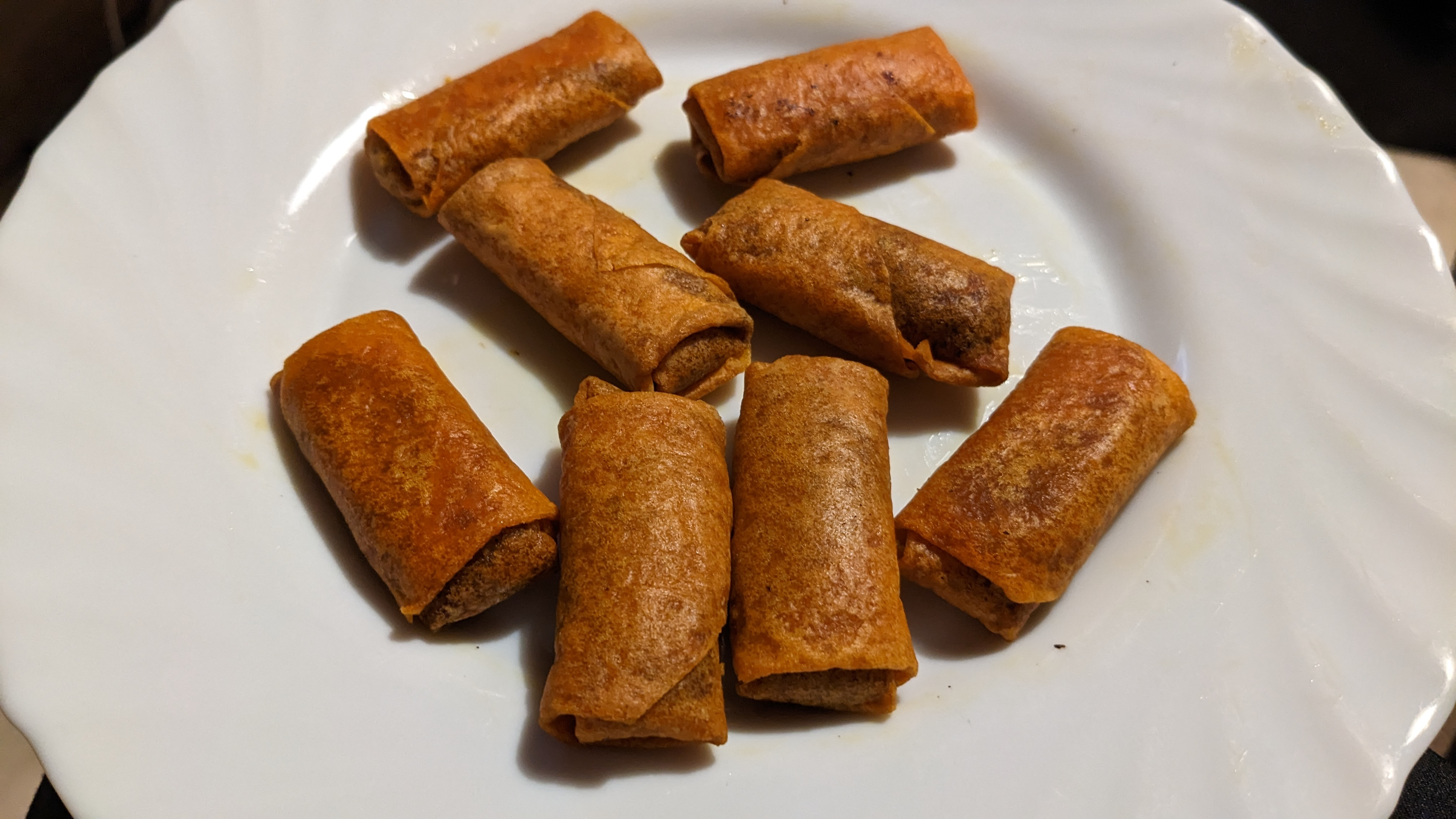
Vlammetjes

Een vlammetje is een gefrituurde snack die meestal in snackbars verkocht wordt, voornamelijk in Nederland. Het is een extra pikant hapje (pangsit pedis). Een vlammetje is een mini-loempia. Het bestaat uit een krokant korstje aan de buitenkant en een pikante gehaktvulling. Een vlammetje dankt zijn naam aan het feit dat de snack pikant is en figuurlijk je mond in vuur en vlam zet. Meestal worden vlammetjes met een zoetzure roodkleurige chilidipsaus geserveerd.

## Geschiedenis en merk
In de jaren tachtig zijn vlammetjes voor het eerst op de markt gebracht door Snackproductie Trial B.V. uit Bleiswijk. Topking, een dochteronderneming van Trial, brengt dit product, bestaande uit een miniversie van een loempia, gevuld met heet gekruid vlees, al jaren op de markt. Trial heeft het woordmerk Vlammetjes in 1983 geregistreerd bij het Benelux Merkenbureau en is houdster op de rechten op het woordmerk en het bijbehorende beeldmerk.